# Yüksel Alkan
Yüksel Alkan (* 9. November 1935 in Ankara; † 4. April 2000) war ein türkischer Fußballtorhüter.

## Karriere

### Sportliche Karriere
Yüksel Alkan begann seine Karriere 1953 bei MKE Ankaragücü. Nach einer Saison verließ der Torhüter Ankaragücü und wechselte zu Galatasaray Istanbul. Bei Galatasaray war Alkan hinter Turgay Şeren zweiter Torwart. Mit den Gelb-Roten gewann Alkan 1955, 1956 und 1958 die Istanbuler Stadtmeisterschaft. 
Turgay Şeren verletzte sich am 2. November 1958 im Länderspiel zwischen der Türkei gegen Rumänien schwer, deshalb kam Yüksel Alkan in darauffolgenden Wochen zu mehr Einsätzen, als in den Spielzeiten zuvor. 1960 wechselte Alkan zu Eyüpspor und ein Jahr später folgte seine Rückkehr zu Ankaragücü. Für Ankaragücü hütete Yüksel Alkan drei Jahre lang das Tor. Vor Beginn der Saison 1964/65 ging er nach Izmir zu Altınordu.
Mit Altınordu stieg Alkan ab, der Wiederaufstieg gelang in der nachfolgenden Saison. Alkan blieb trotz des Aufstiegs in der 2. Liga und wurde Torwart von Antalyaspor. Yüksel Alkan beendete seine Karriere nach der Saison 1969/70 bei Giresunspor. 

### Trainerkarriere
Während der Saison 1972/73 wurde Yüksel Alkan Cheftrainer von Kayserispor. Mit Kayserispor wurde er Zweitligameister der Saison 1972/73. Zur Saison 1973/74 wurde Sabri Kiraz als neuer Cheftrainer vorgestellt, Alkan wurde sein Co-Trainer.

## Erfolge

### Als Torwart
Galatasaray Istanbul
- İstanbul Profesyonel Ligi: 1955, 1956, 1958

Altınordu Izmir
- Zweitligameister: 1966

### Als Trainer
Kayserispor
- Zweitligameister: 1972